# Vincent Chepkok
Vincent Kiprop Chepkok (ur. 5 lipca 1988) – kenijski lekkoatleta, długodystansowiec.

## Osiągnięcia
- 2 medale w kategorii juniorów podczas mistrzostw świata w biegach przełajowych (Mombasa 2007, srebro indywidualnie oraz złoto w drużynie)
- 9. miejsce w biegu na 5000 m na mistrzostwach świata w 2009 w Berlinie
- 7. miejsce na 5000 m w Światowym Finale IAAF w 2009 w Salonikach
- złoto w drużynie i brąz indywidualnie podczas mistrzostw świata w biegach przełajowych (Punta Umbría 2011)
- srebro w biegu na 5000 metrów podczas igrzysk wojska w Rio de Janeiro (2011)

## Rekordy życiowe
- bieg na 3000 metrów – 7:30,15 (2011)
- bieg na 5000 metrów – 12:51,45 (2010)
- bieg na 10 000 metrów – 26:51,68 (2012)